# Järfälla socken
Järfälla socken i Uppland ingick i Sollentuna härad. Den motsvarar huvuddelen nuvarande av Järfälla kommun, från 2016 inom distrikten Barkarby, Jakobsberg, Kallhäll och Viksjö.
Socknens areal är 47,74 kvadratkilometer, varav 46,21 land. Görvälns slott, Jakobsbergs gård, kommundelarna Barkarby, Jakobsberg, Viksjö, Kallhäll, Veddesta, Skälby samt sockenkyrkan Järfälla kyrka ligger i socknen.

## Administrativ historik
Järfälla socken omtalas första gången i skriftliga handlingar 1310 Ecclesie et presbitero in Gerfelli. Järfälla kyrkas äldsta delar härstammar från slutet av 1100-talet.
Vid kommunreformen 1862 övergick socknens ansvar för de kyrkliga frågorna till Järfälla församling och för de borgerliga frågorna till Järfälla landskommun. Området Stäket överfördes från upplösta Eds kommun i samband med att Upplands-Väsby landskommun bildades år 1952. Den 1 januari 1955 överfördes från Sollentuna köping ett område (Kallhälls villastad) med 295 invånare och en areal av 0,31 kvadratkilometer, varav allt land. Järfälla landskommunen uppgick 1971 i Järfälla kommun. Församlingen delades 1992 upp i flera församlingar, Jakobsbergs församling, Kallhälls församling, Barkarby församling och Viksjö församling, vilka 2010 återförenades i en återbildad Järfälla församling.
1 januari 2016 inrättades distrikten Barkarby, Jakobsberg, Kallhäll och Viksjö, med samma omfattning som motsvarande  församlingar hade 1999/2000 och fick 1992, och vari detta sockenområde ingår.
Socknen har tillhört län, fögderier, tingslag och domsagor enligt vad som beskrivs i artikeln Sollentuna härad. De indelta soldaterna tillhörde Livregementets dragonkår, Livskvadronen, Livkompaniet. De indelta båtsmännen tillhörde Södra Roslags 2:a båtsmanskompani.

## Geografi och natur
Järfälla socken ligger nordväst om Stockholm med Görväln i nordväst och Lövstafjärden i sydväst och kring Säbysjön. Socknen är en slättbygd med inslag av skogklädda höjder.
Det finns tre naturreservat i socknen. Görväln, Molnsättra och Västra Järvafältet är alla kommunala naturreservat.
Det har funnits hela nio sätesgårdar i socknen: Görvälns slott, Jakobsbergs säteri, Molnsättra gård, Kallhälls gård (säteri), Säby gård (säteri), Viksjö gård (säteri), Skälby gård (säteri), Veddesta gård och Lövsta säteri.

## Fornlämningar
Från bronsåldern finns gravrösen och skärvstenshögar. Från järnåldern finns cirka 45 gravfält och tre fornborgar. Sju runristningar har påträffats.
Järfälla socken har sammanlagt 15 kända runinskrifter, som alla härrör från senare delen av vikingatiden. I Skylsta finns en bevarad runhäll, Upplands runinskrifter, U 86, och i Säby finns också en bevarad runhäll, U 90. I Äggelunda finns en bevarad runsten, Upplands runinskrifter, U 84, och i Skälby finns två runstenar bevarade, Upplands runinskrifter, U 88 och U 89. I parken vid Jakobsbergs folkhögskola finns två runstenar bevarade, de så kallade Vibblestenarna, Upplands runinskrifter, U 91 och U 92.

## Bilder på vikingatida bevarade runstenar i Järfälla socken

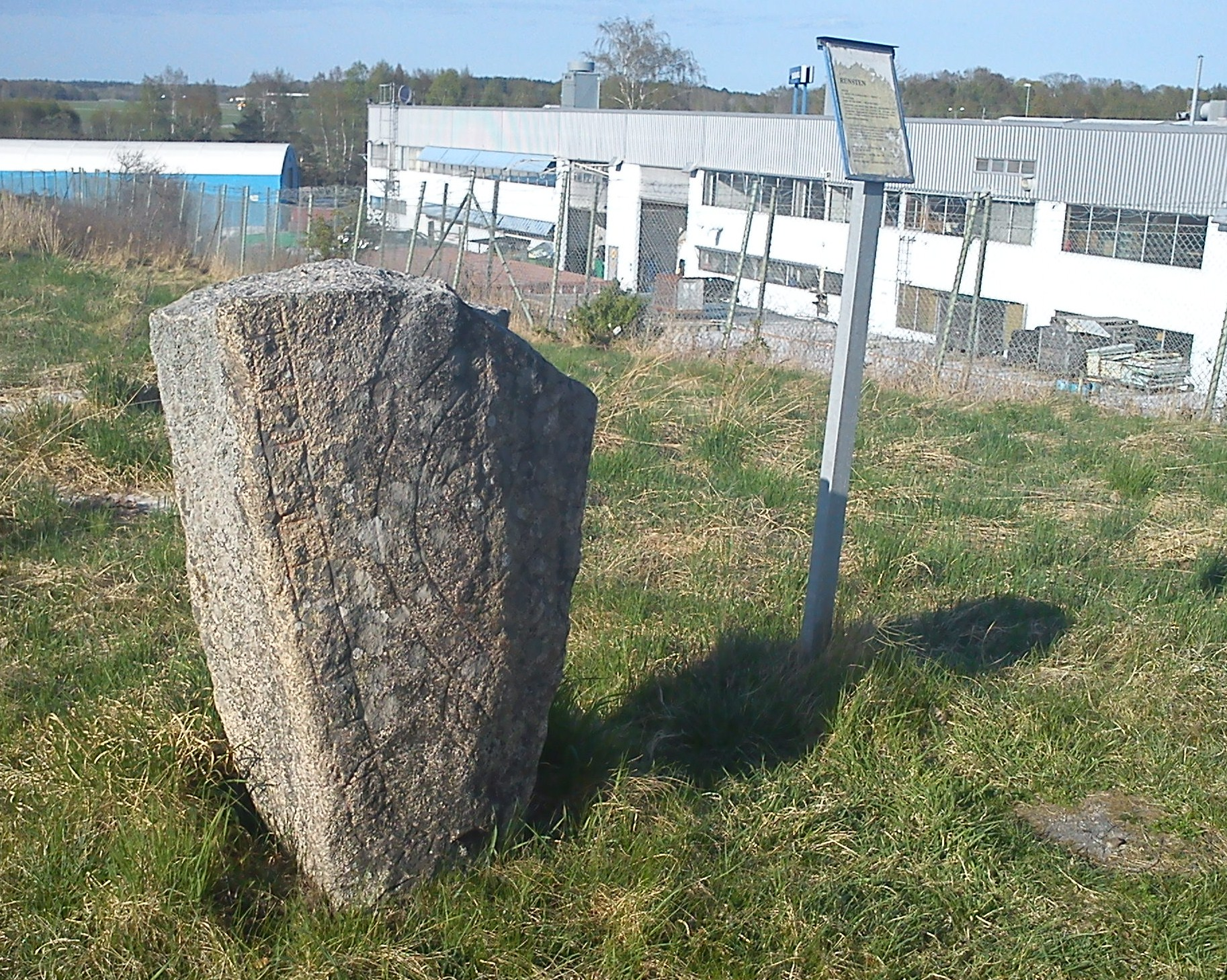
Runstenen U84, vid Äggelunda gård i Veddesta, även kallad Äggelundastenen.
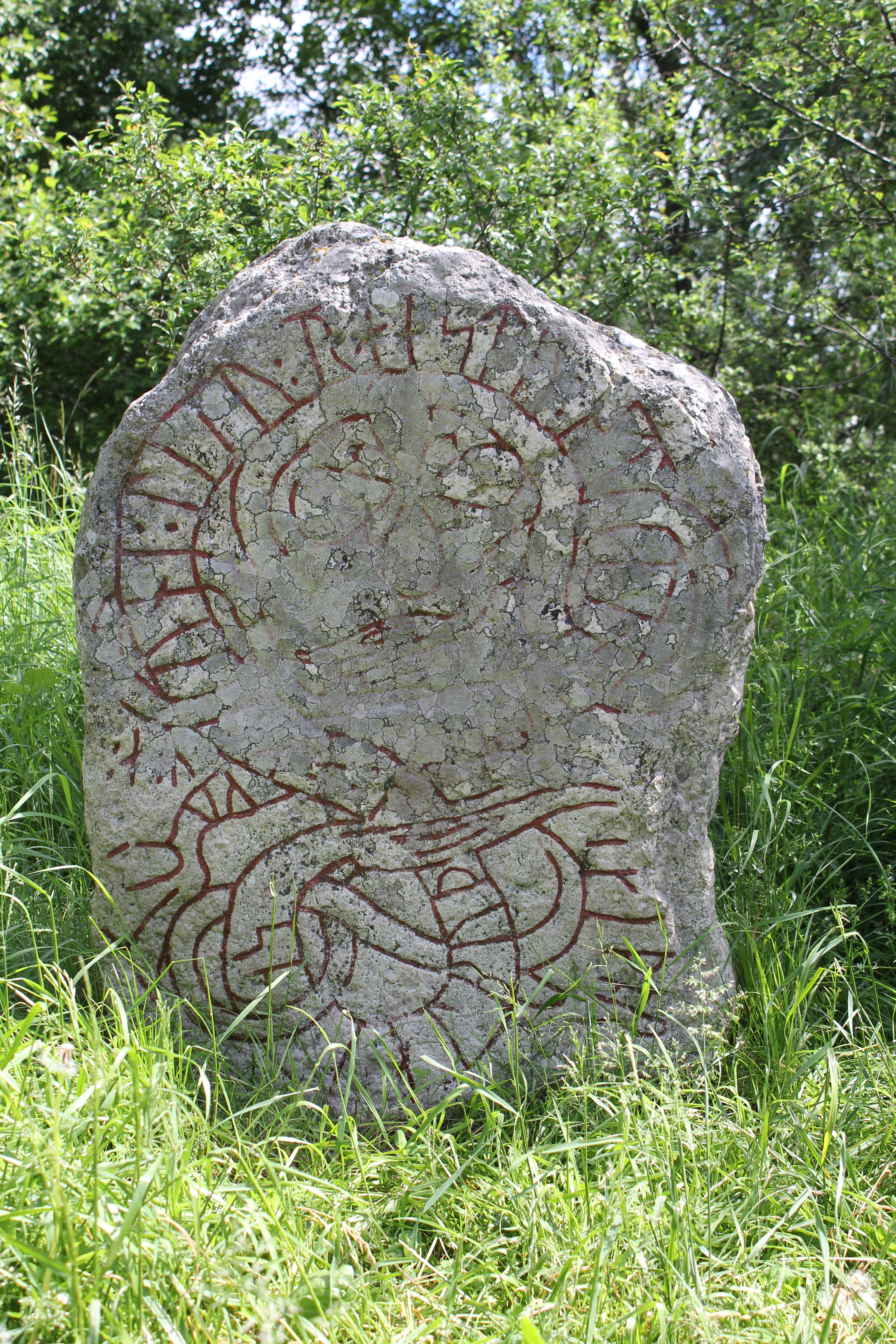
Runstenen U 88 i Skälby är av ljusgrå gnejs och står nu någon meter norr om U 89.
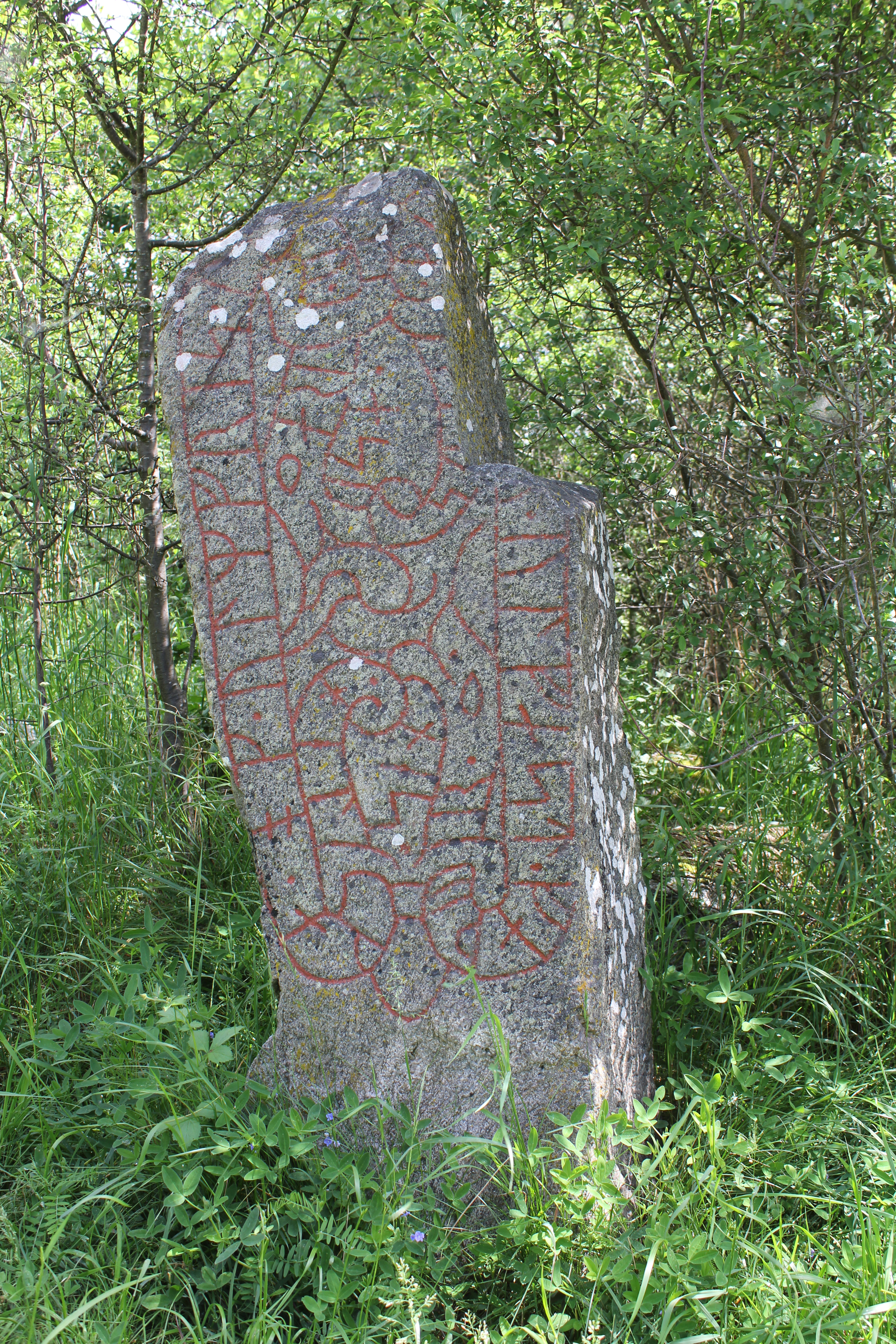
Runstenen U 89 i Skälby är av grovkornig granit och står 1,3 meter söder om U 88.
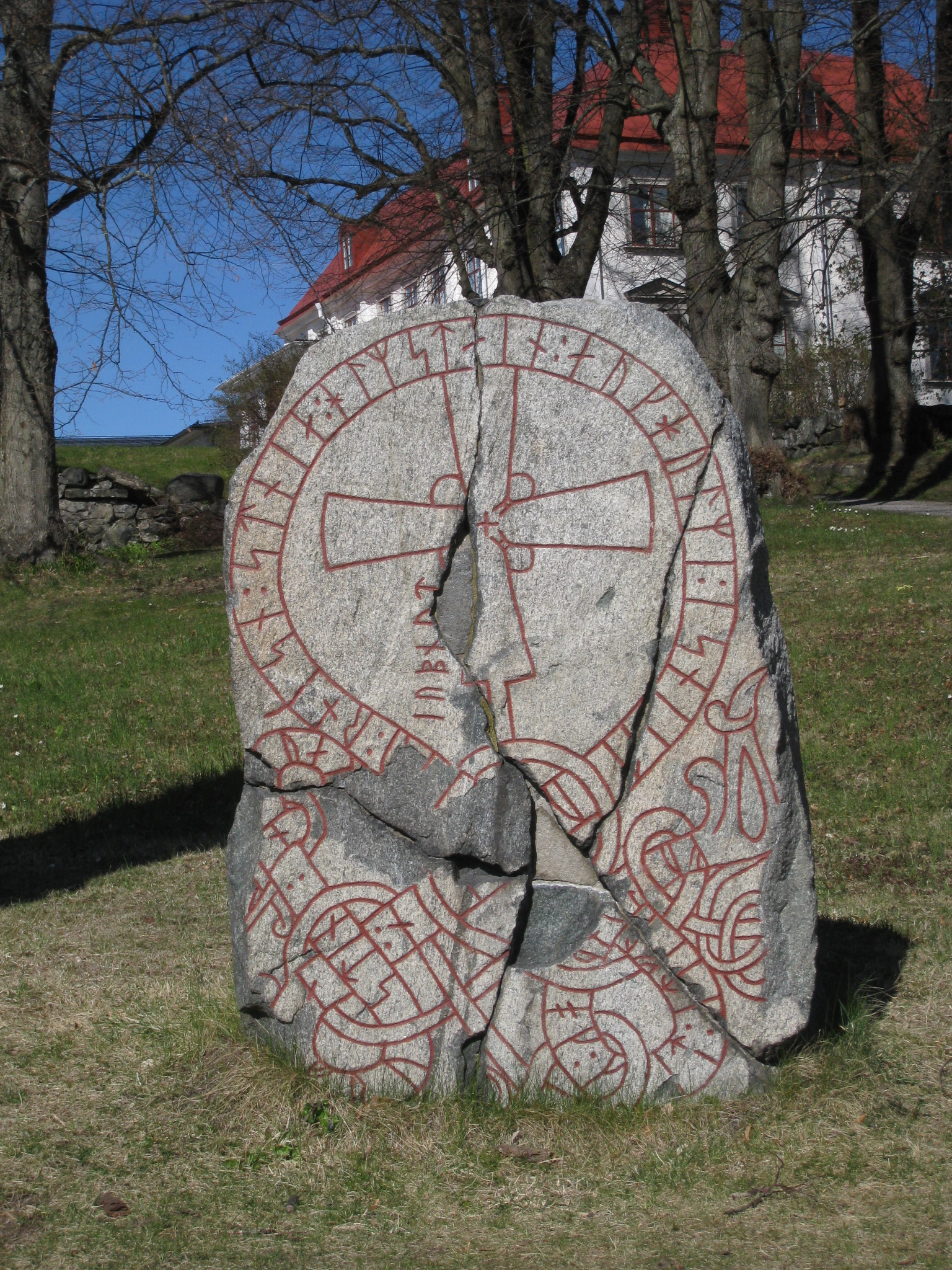
Runstenen U 91, från Vibble, i parken vid Jakobsbergs folkhögskola restes på sin nuvarande plats 1926.
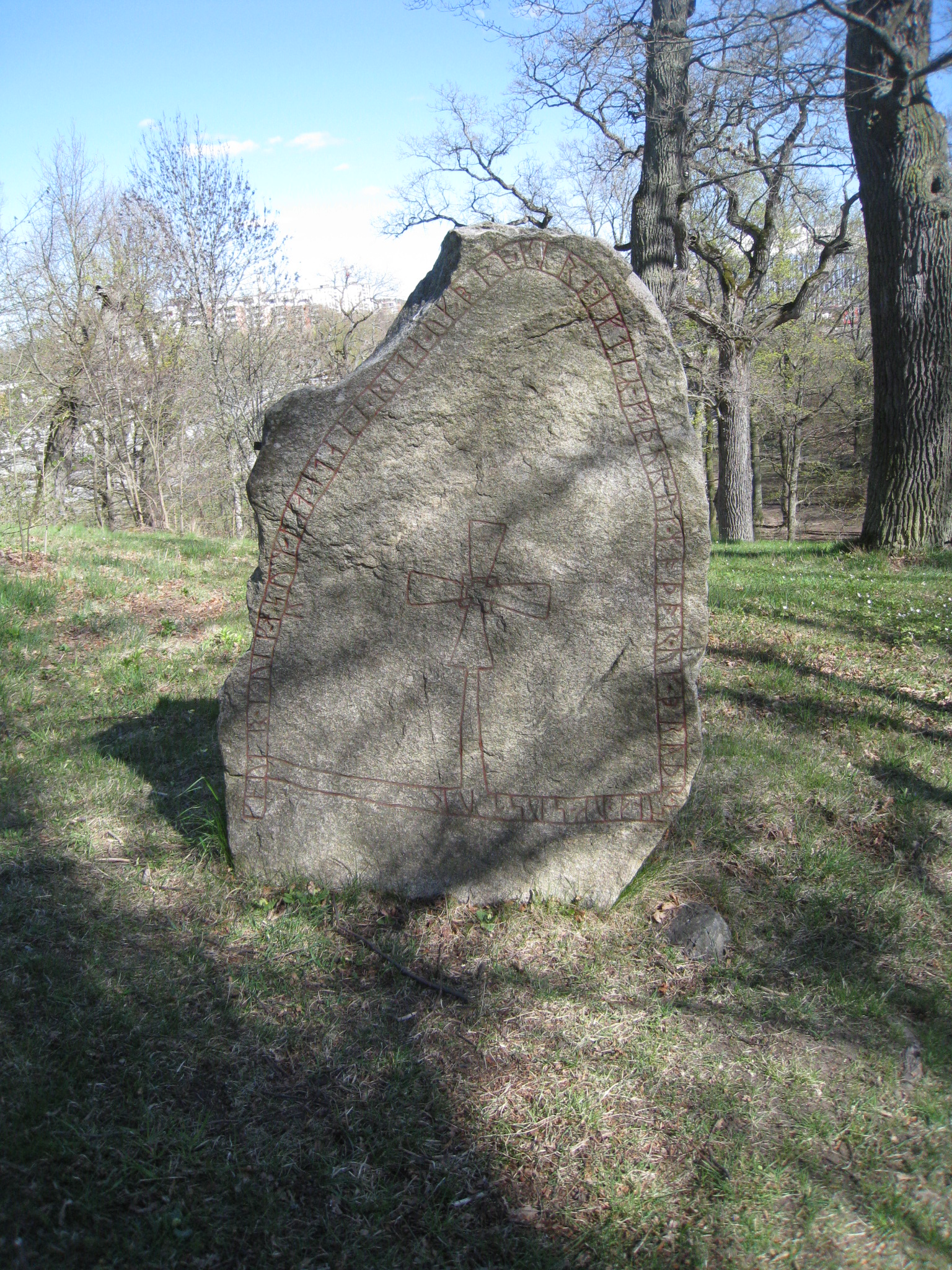
Runstenen U 92, från Vibble, i parken vid Jakobsbergs folkhögskola restes på sin nuvarande plats 1920.

## Befolkningsutveckling
Befolkningen ökade med någon variation från 664 året 1810 till 56 359 året 1990. En omfattande expansion ägde rum mellan 1930 och 1960 då folkmängden ökade från 2 716 till 19 187. Den största expansionen har ägt rum efter 1960.

## Namnet
Namnet (1310 Gerfelli) kommer från kyrkbyn. Efterleden innehåller fjäll, 'ägostycke' och förleden geirr, 'spjut' vilket då gett tolkningen 'det kil(spjut) formade ägostycket'.